# 에리카 힐
에리카 힐(Erica Hill, 1976년 7월 20일 ~ )은 미국의 언론인, 뉴스 진행자이다.